# Яо Бэйна
Я́о Бэйна́ (кит. упр. 姚贝娜, пиньинь Yáo Bèinà; 26 сентября 1981 — 16 января 2015) — китайская певица.

## Биография
Родилась в семье преподавателей вокала. В 2004 году окончила Китайский музыкальный колледж. В 2005 году вступила в Ансамбль песни и танцев политуправления ВМС НОАК, где проработала до 2009 года. Объясняя причины своего ухода, Яо Бэйна отмечала, что просто не могла петь песни, которые ей были неинтересны: «Я поняла, что не я пою песни, а песни поют меня».
Параллельно с работой в ансамбле Яо Бэйна активно участвовала в записи саундтреков для телевизионных фильмов и сериалов, в частности, китайской версии песни «Let It Go» для мультфильма «Холодное сердце». Певица дважды становилась обладательницей Общенациональной телевизионной награды для молодых исполнителей (серебряная награда в 2006 году и золотая в 2008 году). В 2012 году записала песню «红颜劫» для сериала «Легенда о Чжэнь Хуане». В том же году записала песню «画情» для фильма «Раскрашенная кожа 2: Возрождение» и выпустила свой первый и единственный альбом.
В 2013 году Яо Бэйна появилась на конкурсе «Голос Китая», однако не смогла пройти в финал. В том же году певица выпустила миньон «1/2的我».
В 2011 году у певицы был обнаружен рак груди. После проведения мастэктомии болезнь была купирована, в 2013 году певица в рамках акции, проводимой журналом «时尚健康» и направленной на популяризацию знаний о предотвращении рака груди среди молодых женщин, появилась на обложке журнала в обнажённом виде. В 2014 году произошёл рецидив рака. Яо Бэйна умерла 16 января 2015 года в возрасте 33 лет. Перед смертью она завещала свою роговицу для трансплантации.

## Места в хит-парадах
| Место в Национальном чарте Китая | Место в Национальном чарте Китая | Место в Национальном чарте Китая |
| Песня                            | Высшая позиция                   | Дата                             |
| -------------------------------- | -------------------------------- | -------------------------------- |
| «只因为爱»                       | 4                                | 2010-07                          |

## Награды
2010
- Номинация на Музыкальную премию каналов CCTV и MTV[кит.] в категории «Лучший новый исполнитель»[6].

2013
- Премия «娱乐现场» в категории «Самый влиятельный саундтрек к телесериалу» за композицию «红颜劫» к сериалу «甄嬛传»[7].
- Премия 腾讯微盛典 в номинации «Самая популярная певица»[8].
- Премия Национальная драма[англ.] в категории «Исполнитель самой полюбившейся зрителям песни»[9].

2014
- Премия Хит-парада Музыкальное радио[кит.] в категории «Лучшая певица»[10].
- Премия Нового хит-парада Китая в категории «Самая почитаемая певица Азии»[11].

## Дискография
| №   | Название           | Текст песни                   | Музыка      | Аранжировка | Длительность |
| --- | ------------------ | ----------------------------- | ----------- | ----------- | ------------ |
| 1.  | «小头发»           | Яо Бэйна                      | Яо Бэйна    | Ся Хоучжэ   | 4:33         |
| 2.  | «如果我们没有遇见» | Яо Бэйна                      | Яо Бэйна    | Чжан Цзян   | 4:21         |
| 3.  | «梦里开的花»       | Чэн Муэнь                     | Чжао Бэйбэй | Хань Цзя    | 4:02         |
| 4.  | «我要的很简单»     | Чжао Бэйбэй, Яо Бэйна         | Чжао Бэйбэй |             | 3:57         |
| 5.  | «莲»               | Яо Бэйна                      | Яо Бэйна    | Яо Бэйна    | 4:37         |
| 6.  | «不聪明»           | Яо Бэйна                      | Яо Бэйна    |             | 5:21         |
| 7.  | «一生花»           | Цзи Чучэнь                    | Яо Бэйна    | Яо Бэйна    | 3:34         |
| 8.  | «睡着了的云»       | Яо Бэйна                      | Ша Баолян   | Ся Хоучжэ   | 4:48         |
| 9.  | «只因为爱»         | Лао Мо                        | Ша Баолян   | Мэн Цзюнь   | 4:14         |
| 10. | «一声忧伤（听）»   | Се Ди                         | Ша Баолян   |             | 4:40         |
| 11. | «可以不可以»       | Чжао Бэйбэй, Лао Мо, Яо Бэйна | Чжао Бэйбэй |             | 4:19         |

| №  | Название   | Текст песни | Музыка      | Аранжировка             | Длительность |
| -- | ---------- | ----------- | ----------- | ----------------------- | ------------ |
| 1. | «心火»     | 文雅        | Цуй Ди      | Ли Сяолян               | 4:21         |
| 2. | «不唱情歌» | Чжоу Цзыцун | Хуан Юньлин | Чжун Синминь            | 4:17         |
| 3. | «爱无反顾» | Тан Тянь    | Лян Цяаобо  | Джонни Им               | 4:54         |
| 4. | «战争世界» | Тан Сянчжи  | Тан Сянчжи  | Хоу Вэньбо, Цан Яньбинь | 3:19         |